# Volcán Qualibou
El volcán Qualibou se ubica muy cerca de la ciudad de Soufriere, al este de Santa Lucía, un país caribeño localizado al norte de Venezuela y Trinidad y Tobago y al sur de la Martinica, en aguas del Mar Caribe. La palabra Qualibou significa "lugar de muerte" en el idioma de los amerindios caribes y en ese lugar los arahuacos adoraban a Yokaho, su dios del fuego. En el siglo XVIII algunas compañías fabricantes de cerillas y pólvora se instalaron en el área para aprovechar sus depósitos de azufre.
Técnicamente el Qualibou no es un volcán, sino los restos de un volcán que hizo erupción y posteriormente colapsó hace 39 000 años. El lugar está conectado a la red de caminos de Santa Lucía y por lo tanto recibe una gran cantidad de turistas, los cuales acuden con la intención de apreciar sus caídas de agua y nadar en sus manantiales sulfurosos.